# Czeremi
Czeremi (gruz. ჭერემი) – wieś w Gruzji, w regionie Kachetia, w gminie Gurdżaani. W 2014 roku liczyła 28 mieszkańców.